# Trnje (Suva Reka)
Pour l’article homonyme, voir Trnje.
Tërnjë en albanais et Trnje en serbe latin (en serbe cyrillique : Трње) est une localité du Kosovo située dans la commune/municipalité de Theranda/Suva Reka et dans le district de Prizren/Prizren. Selon le recensement de 2011, elle compte 871 habitants.

## Démographie

### Évolution historique de la population dans la localité
| 1948 | 1953 | 1961 | 1971 | 1981 | 1991 | 2011 |
| ---- | ---- | ---- | ---- | ---- | ---- | ---- |
| 321  | 309  | 429  | 534  | 722  | 914  | 871  |

|  |

### Répartition de la population par nationalités (2011)
En 2011, les Albanais représentaient 90,81 % de la population et les Ashkalis 8,38 %.